# Océanite néréide
Garrodia nereis
Genre
Espèce
Synonymes
- Garodia nereis
- Thalassidroma nereis (Gould, 1841) (protonyme)

Répartition géographique
Statut de conservation UICN

 LC  : Préoccupation mineure
L'Océanite néréide (Garrodia nereis) ou pétrel à croupion gris, est une espèce d'oiseaux de la famille des Oceanitidae, l'unique représentante du genre Garrodia.

## Nomenclature
Son nom fait référence aux Néréides de la mythologie grecque.

## Description
Elle pèse entre 21 et 44 g pour une envergure de 39 à 40 cm. Comme d'autres membres de sa famille, Elle se distingue des autres membres de sa famille par son croupion gris clair au lieu de blanc.

## Répartition
Son aire s'étend de manière circumpolaire sur trois zones : le sud de l'océan Atlantique, le sud-ouest de l'océan Indien et le sud-ouest de l'océan Pacifique. Il a ainsi été recensé dans les pays et régions suivants : Argentine, Australie, Chili, Géorgie du Sud-et-les îles Sandwich du Sud, Nouvelle-Zélande, Terres australes et antarctiques françaises, Malouines.

## Systématique
Le nom valide complet (avec auteur) de ce taxon est Garrodia nereis (Gould, 1841). L'espèce fut initialement classée dans le genre Thalassidroma sous le protonyme Thalassidroma nereis (Gould, 1841).
Ce taxon porte en français le nom vernaculaire ou normalisé suivant : Océanite néréide.